# Kidderminster Harriers FC
Kidderminster Harriers Football Club, är en engelsk fotbollsklubb grundad 1886. Hemmamatcherna spelas på Aggborough Stadium, i Kidderminster. Smeknamnet är ”The Harriers”. 
Kidderminster Harriers var med och grundade Birmingham and District League, men det dröjde ända till 1938 innan de lyckades vinna serien.

## Meriter
- Football Conference: 1994, 2000
- FA Trophy: 1987
- Bob Lord Trophy: 1997
- Southern League Cup: 1980
- Birmingham and District League: 1938, 1939, 1965, 1969, 1970, 1971